# Bois de la Cambre
A Bois de la Cambre (francia) vagy Ter Kamerenbos (holland) közpark Brüsszelben; területe 124 hektár, a Brüsszeltől délkeletre található Soignes-i erdő maradványa.

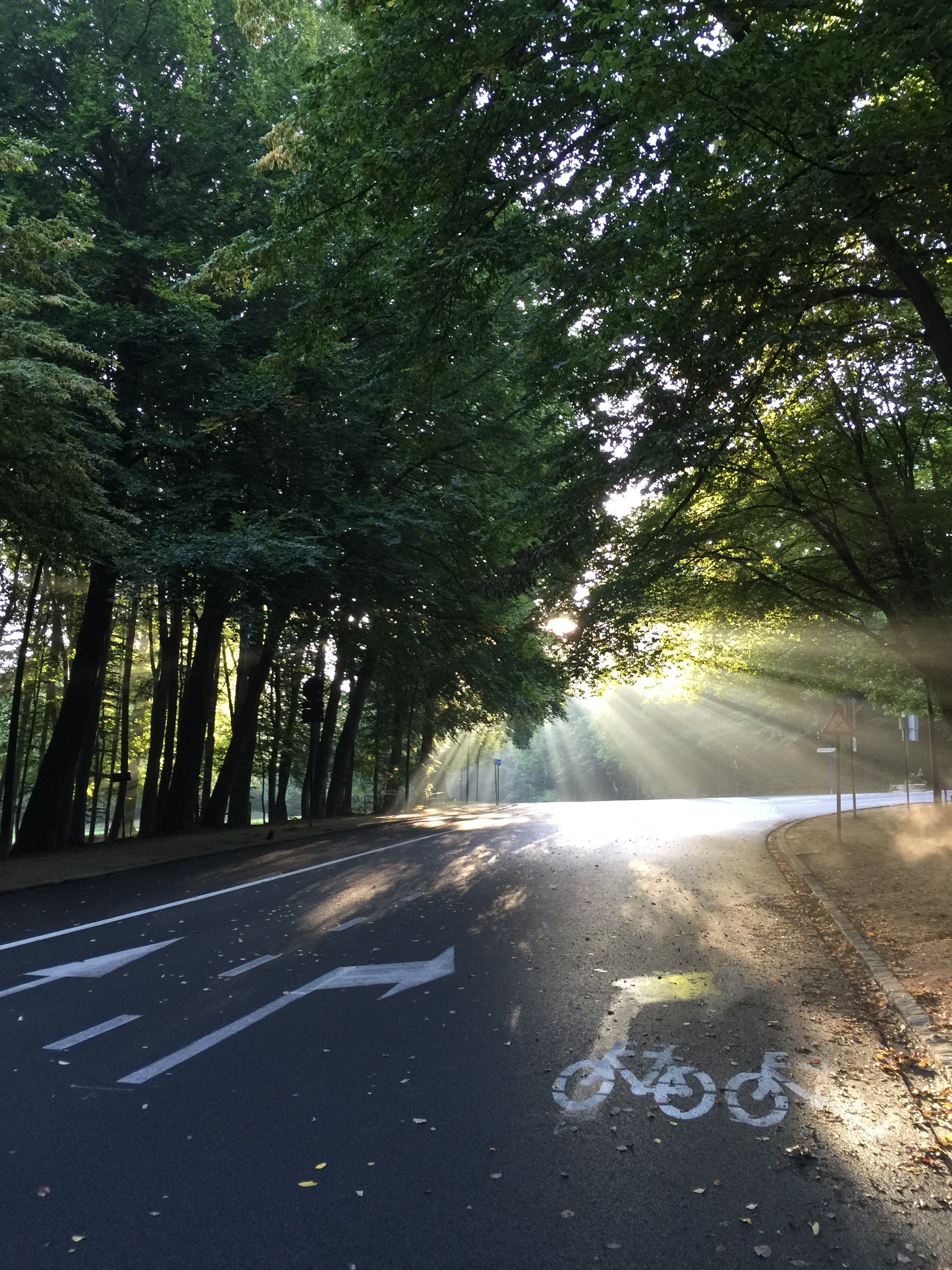
A Cambre az autómentes nap alkalmával 2015-ben. Jobbra a Soignes-i erdőbe átvezető út látható

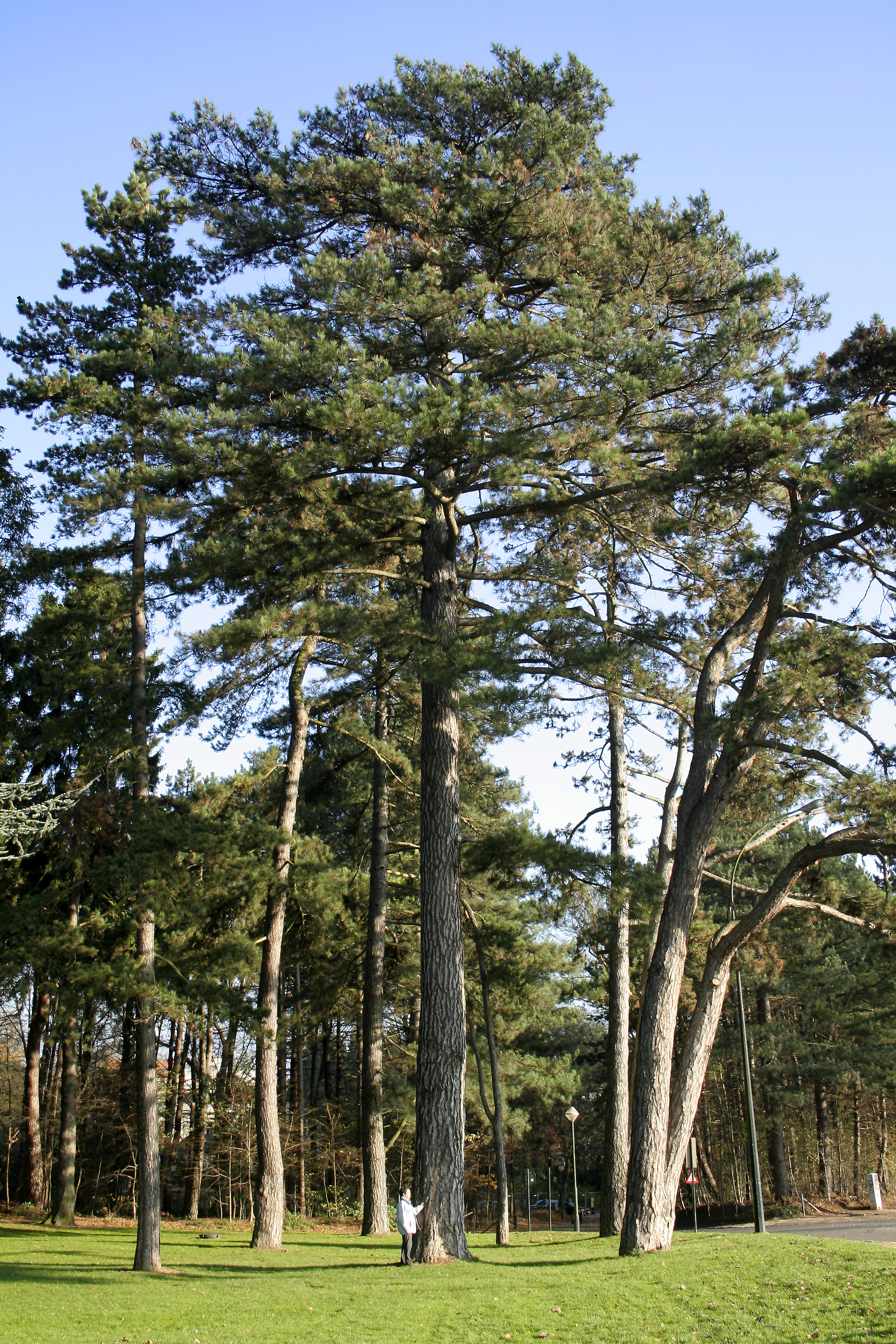
A Bois de la Cambre védett fái

## Története
A Bois de la Cambre-t a Soignes-i erdő városba benyúló részén alakították ki. A parkot 1862-ben egy Brüsszelben letelepedett német építész tervezte meg: Édouard Keilig egy nyilvános tervpályázatot nyert meg. A parkot – a 18. század elején, az Angliában született – angol stílusban alakította ki és a természet utánozására törekedett az utak, nyílt részek és fás területek kialakításával. 1864-ben készült el a park és gyorsan a brüsszeliek nagyvilági randevúinak helyszínévé vált a párizsi Bois de Boulogne mintájára.
A park közepén található egy tó és abban egy sziget, amelyet Robinson-szigetnek hívnak. 1877-ben egy kis ház, a Châlet Robinson épült a szigeten, amely 1991-ben leégett. 2008 nyarán adták át a teljesen felújított épületet, amelynek földszintjén étterem, az első emeleten bálterem üzemel. Elektromos motorral üzemelő komp szállítja az utasokat a park és a sziget között.
A parkot széles sugárút, az Avenue Louise köti össze Brüsszel belvárosával, ennek köszönhetően hamarosan a brüsszeli polgárok egyik kedvelt kirándulóhelye lett. A látogatók kiszolgálására a parkban üzemelt egy tejcsarnok, kerékpár-versenypálya, a Théâtre de Poche, mesterséges csónakázótó, lóversenypálya, valamint sétaösvények gyalogosoknak és lovasoknak.

## Napjainkban
A park manapság is Brüsszel egyik fontos zöldterülete és kirándulócélpontja, itt található a Les Jeux d'Hiver klub, számos lovarda, télen korcsolyapálya, időnként koncerteket vagy tüntetéseket is szerveznek.

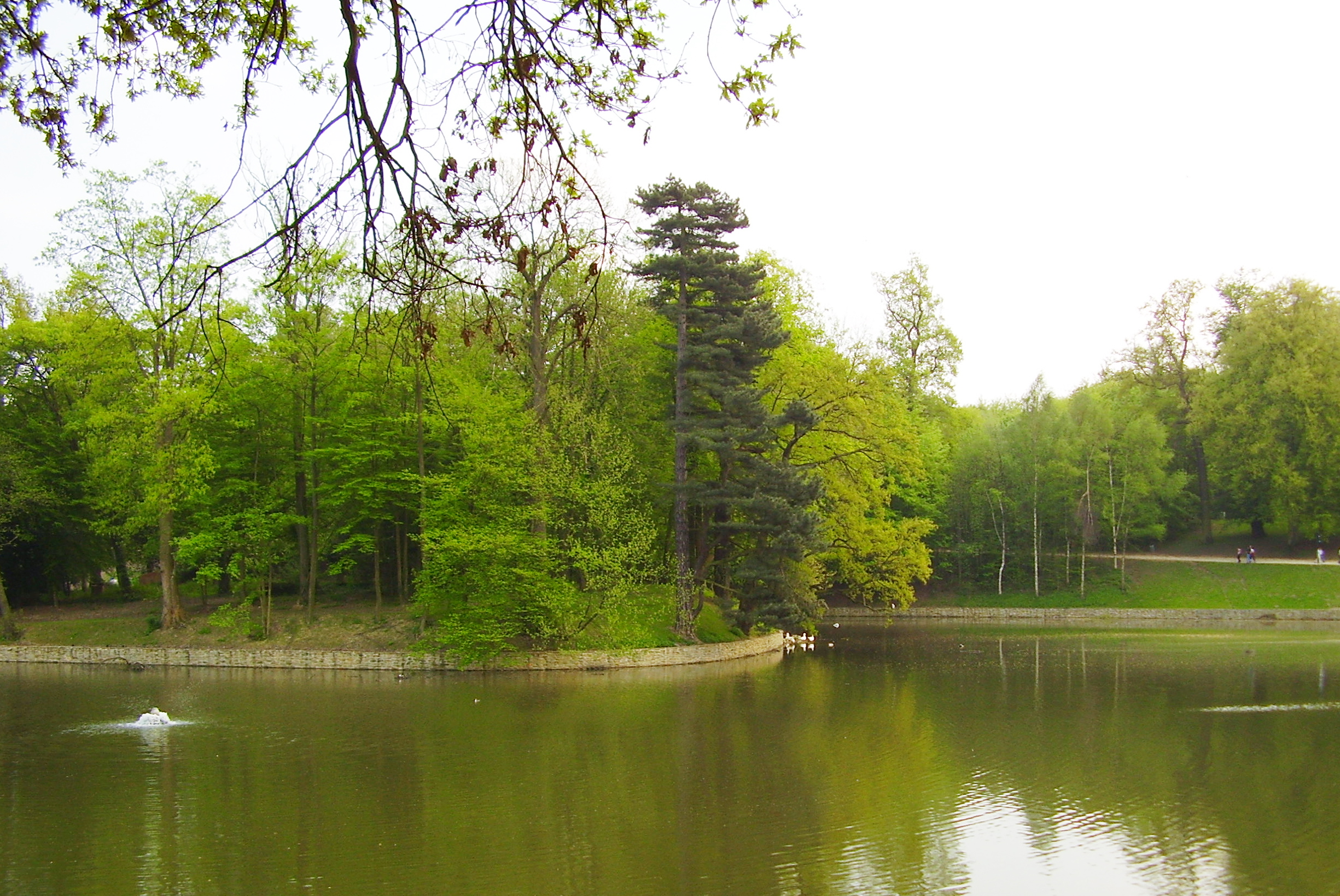
A park közepén található tó

A parkon keresztülhaladó aszfaltozott utak fontos szerepet töltenek be Brüsszel közlekedésében, a város délkeleti és délnyugati részeit kötik össze. A környéken lakók a parkon keresztülvezető árnyas utakon gyorsan elérhetik az Avenue Louise-on keresztül a belső brüsszeli körgyűrűt, hétvégenként viszont az utak egy részét lezárják és átadják a gyalogos- és kerékpáros forgalomnak. Ezen felül szeles, viharos időben is rendszeresen lezárják az utakat, mivel a park fáiról időnként jókora ágak hullanak az utakra. A 26-os vasútvonal (Schaerbeek - Etterbeek - Halle) a park alatt kialakított alagúton keresztül közlekedik.

## Megközelítés
A park a 7-es, 93-as és 94-es villamossal északról közelíthető meg a Legrand megállótól, míg délnyugati csücskében a 41-es autóbusz áll meg a Gendarmes megállóban.

## Galéria

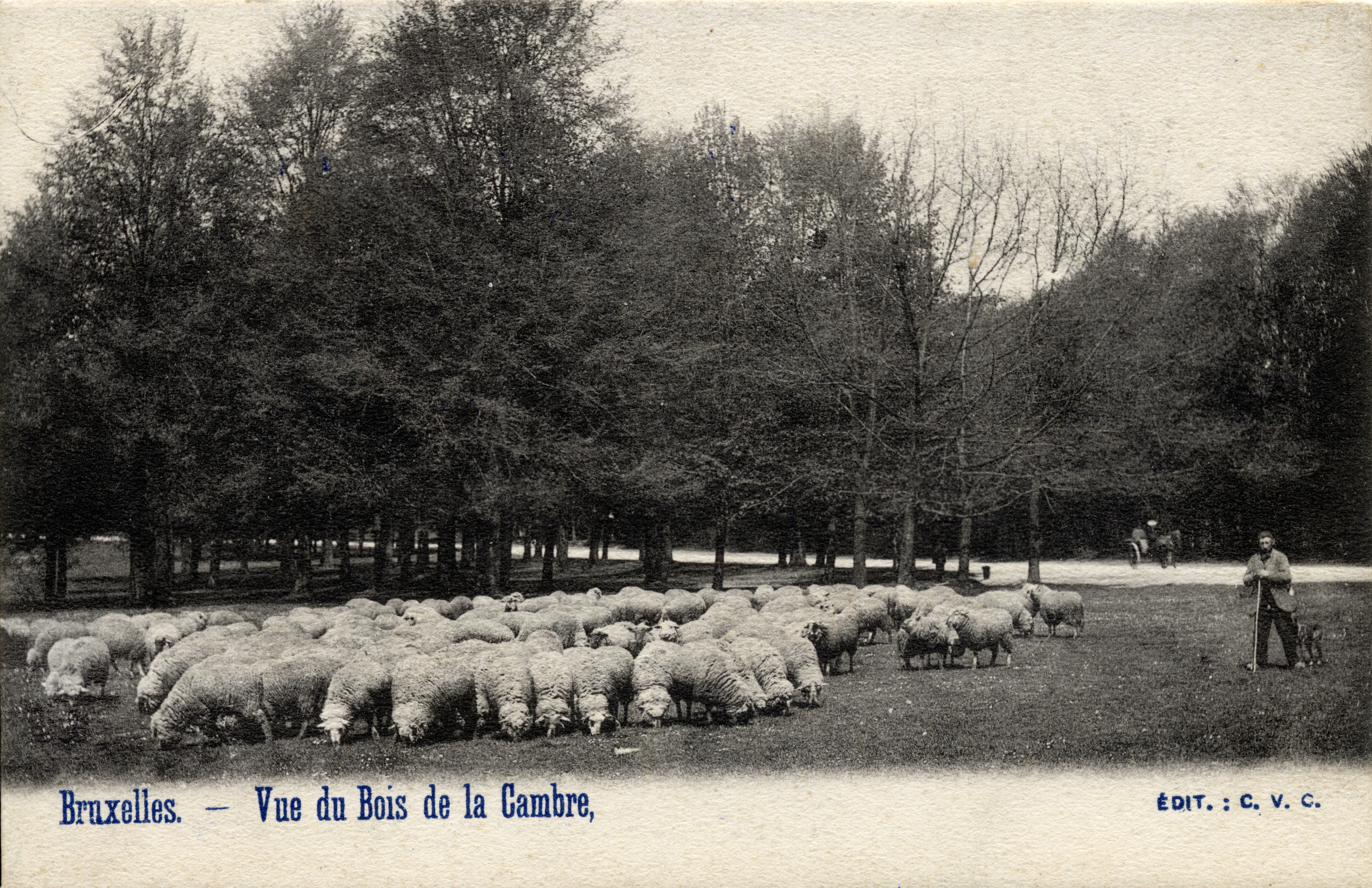
A bois de la Cambre (1902)
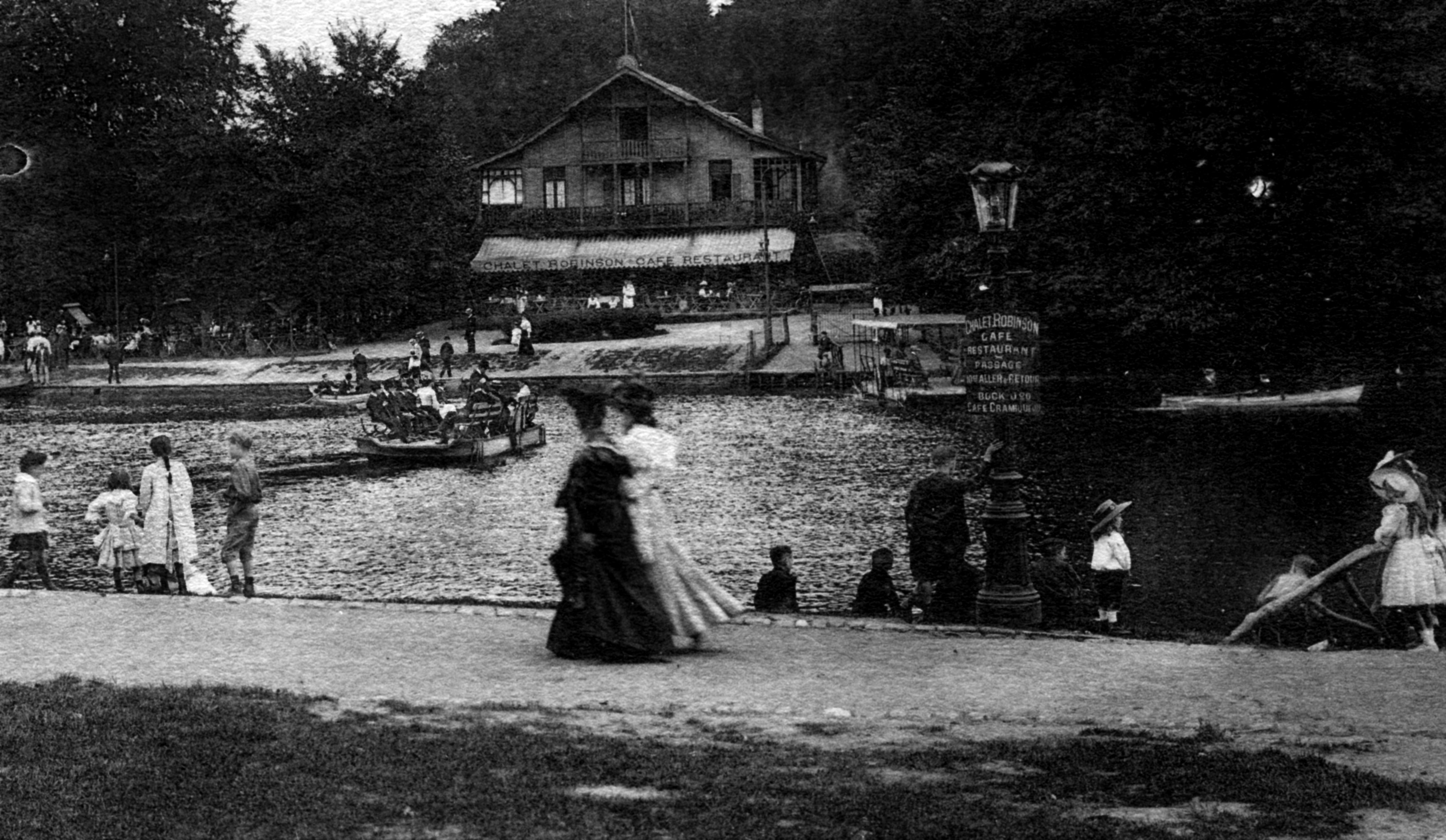
Châlet Robinson (1904).
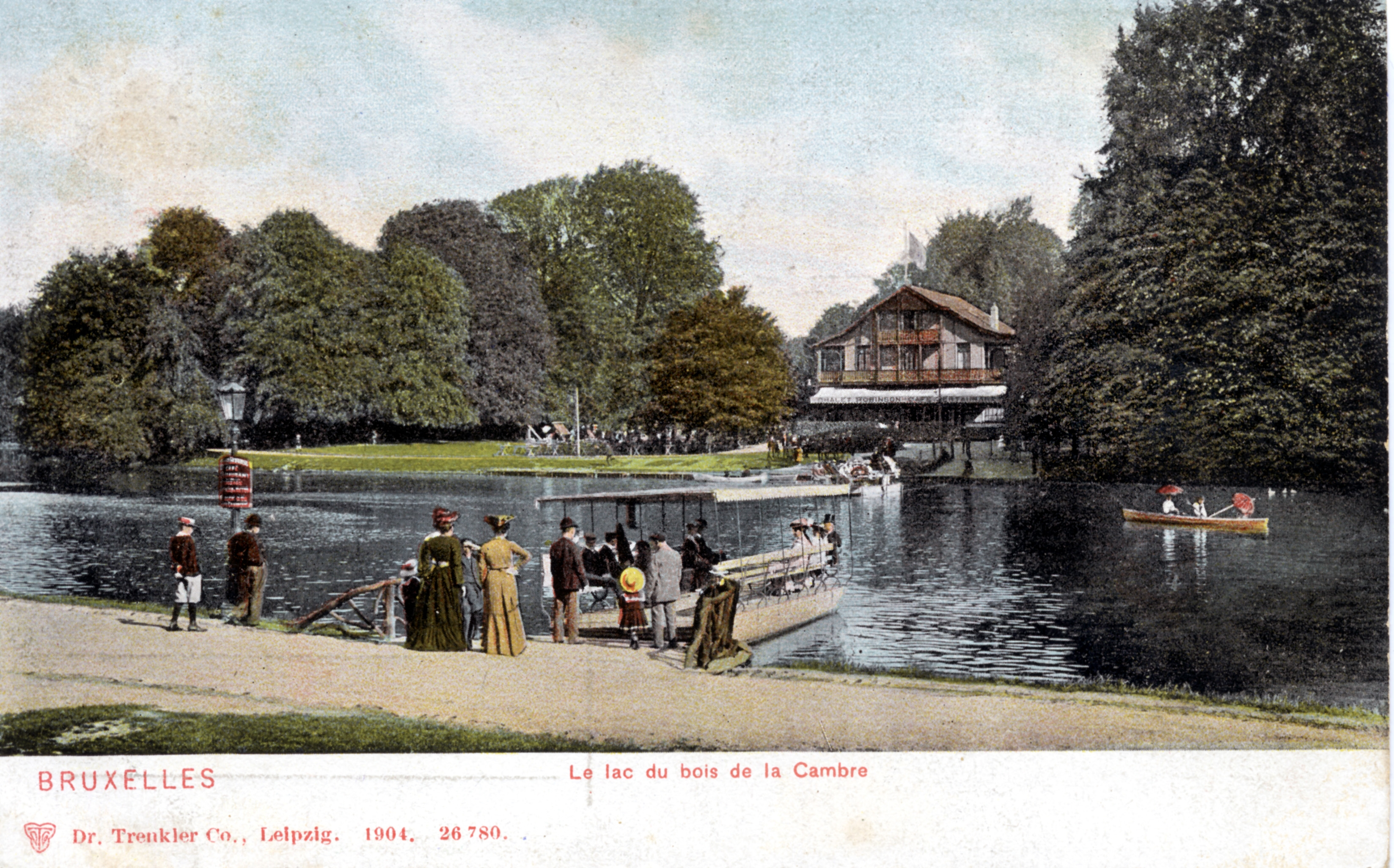
Châlet Robinson (1904)
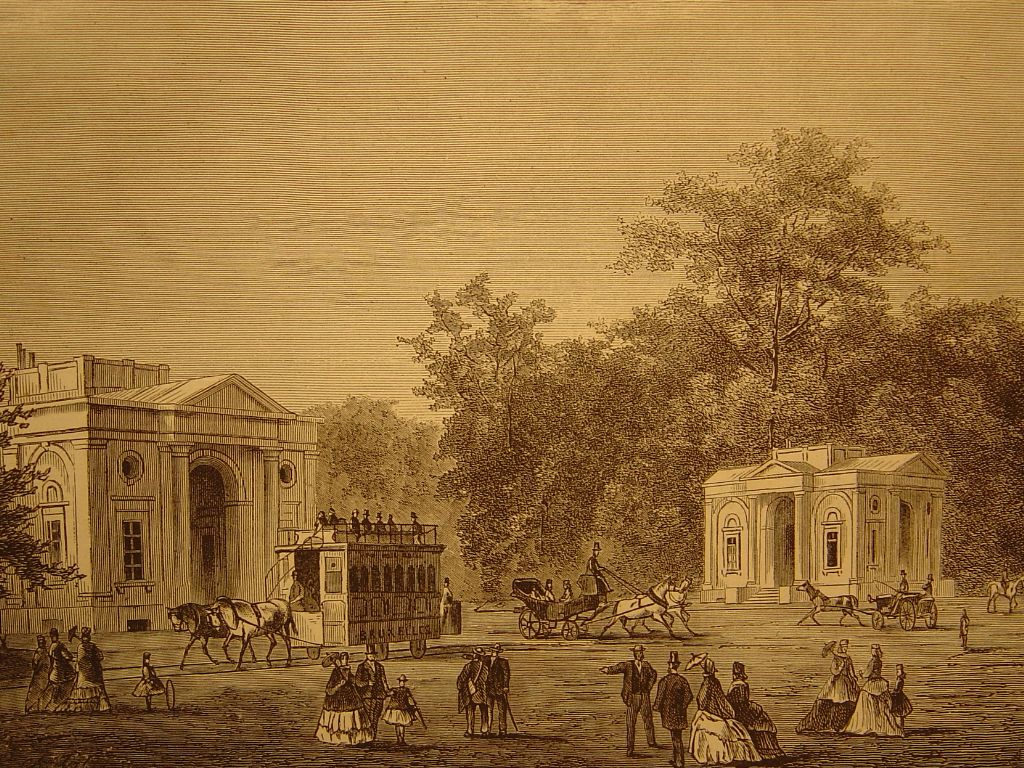
A bois de la Cambre bejárata Brüsszelben
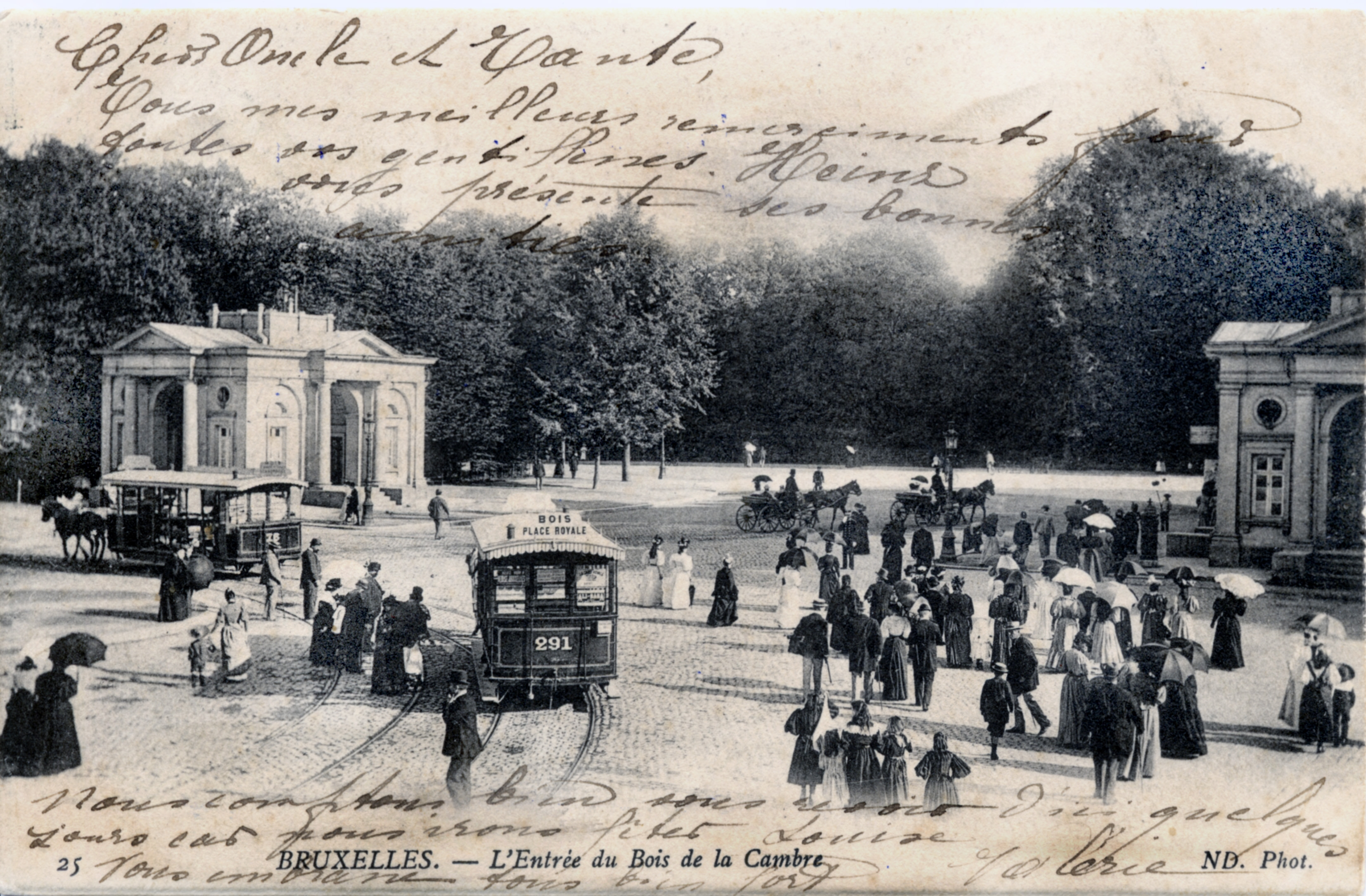
Az erdő bejárata lovasfogatokkal és a lóvasúttal
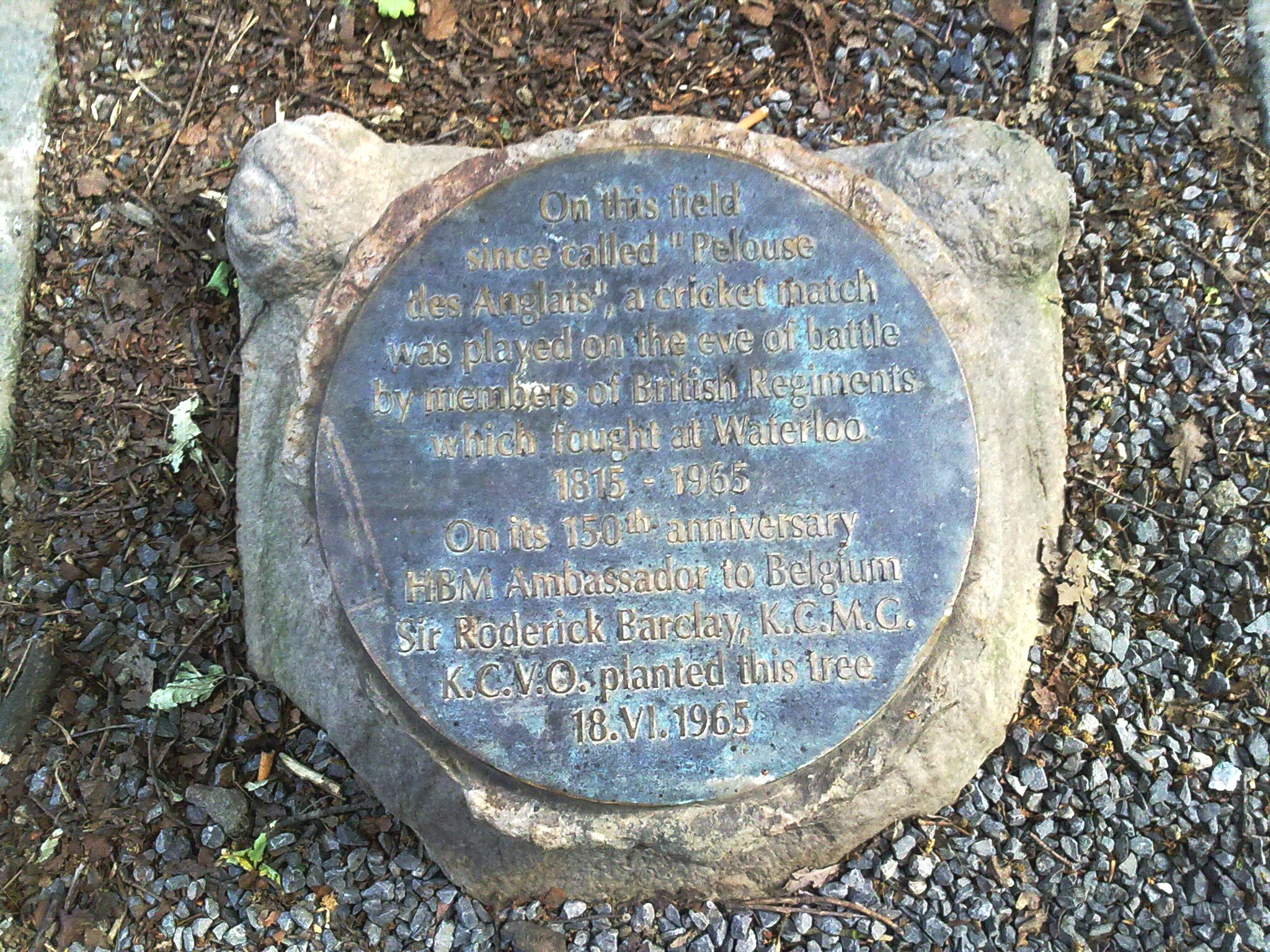
A Waterlooi csata előestéjén – 1815. június 17-én – angol katonák által játszott krikettmeccs 150. évfordulójára állított emléktábla

## Lásd még
- Xavier Duquenne. Le Bois de la Cambre. Bruxelles (1989)